# Račice (kraj środkowoczeski)
Račice – miejscowość i gmina (obec) w Czechach, w kraju środkowoczeskim, w powiecie Rakovník. W 2022 roku liczyła 156 mieszkańców.